# Theoretische Kryptologie
Die Theoretische Kryptologie ist ein Teilgebiet der Kryptologie und beschäftigt sich mit Paradigmen, Ansätzen und Techniken, die benutzt werden um Lösungen natürlicher kryptographischer Probleme zu konzeptualisieren, zu definieren und bereitzustellen.
Konkreter gehören dazu Definitionen von und Relationen zwischen Sicherheitsbegriffen sowie Black-Box-Reduktionen und Äquivalenzen zwischen kryptographischen Verfahren.
Ebenfalls diesem Feld zugerechnet werden sichere Mehrparteienberechnungen und dazugehörige Primitive wie Commitment-Verfahren, Oblivious Transfer und Zero-Knowledge-Protokolle.